# تقويم عبري

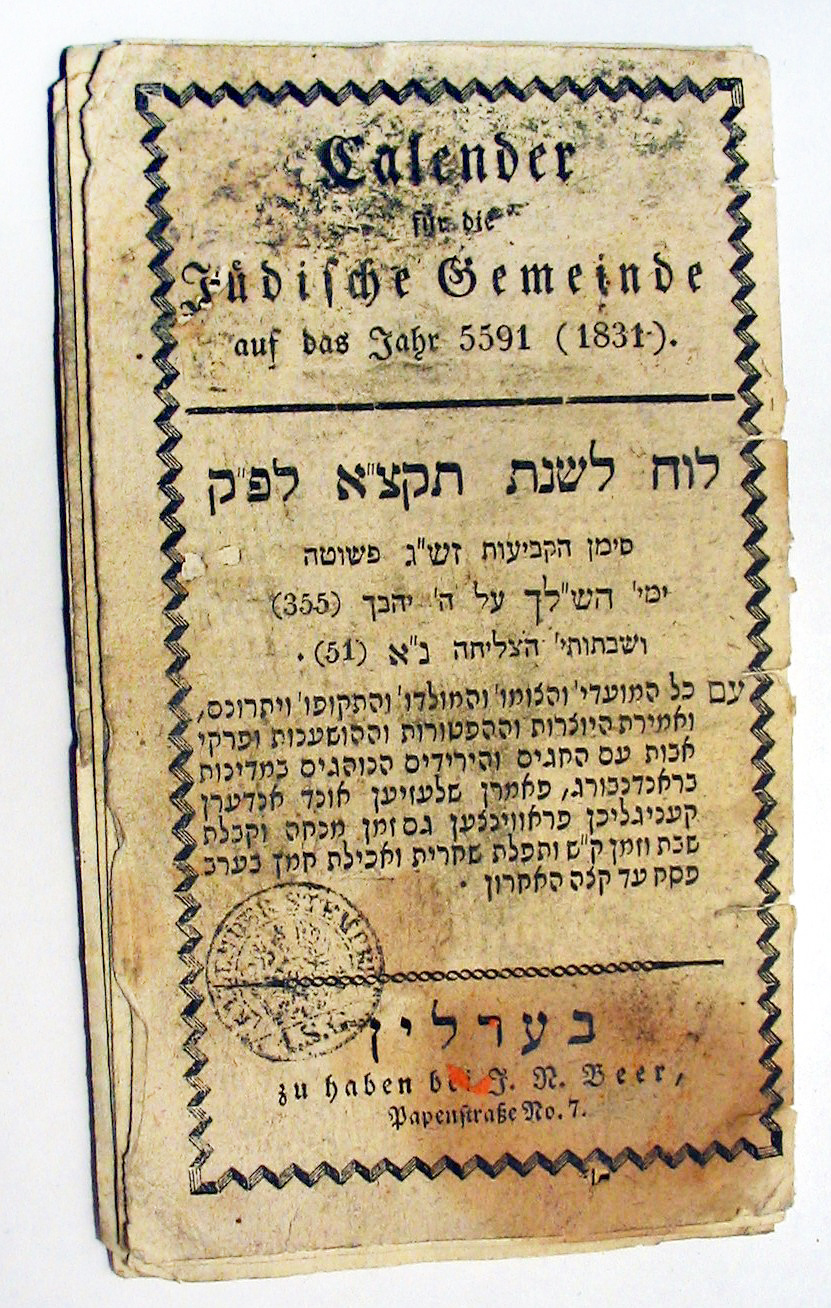
تقويم عبري منذ عام 1831 (5591)

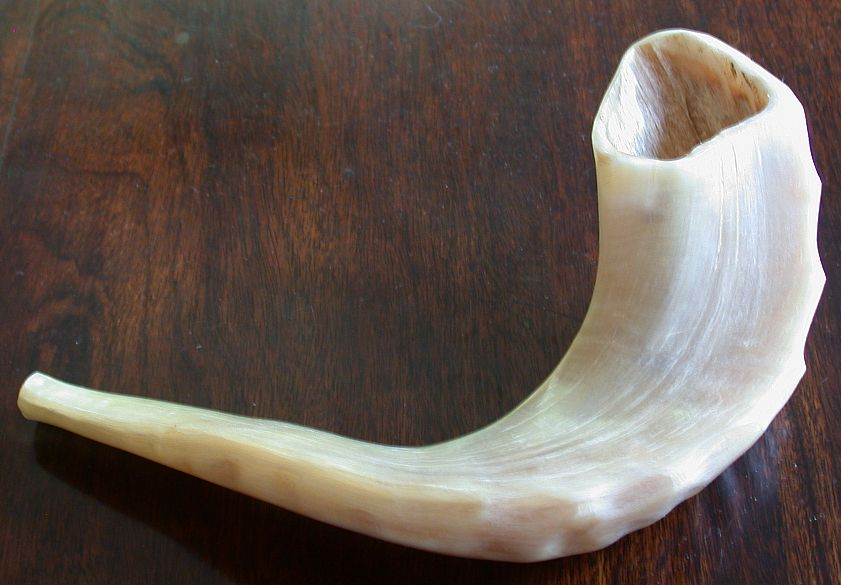
الشوفار يرمز لعيد رأس السنة العبرية عند اليهود في ايلول

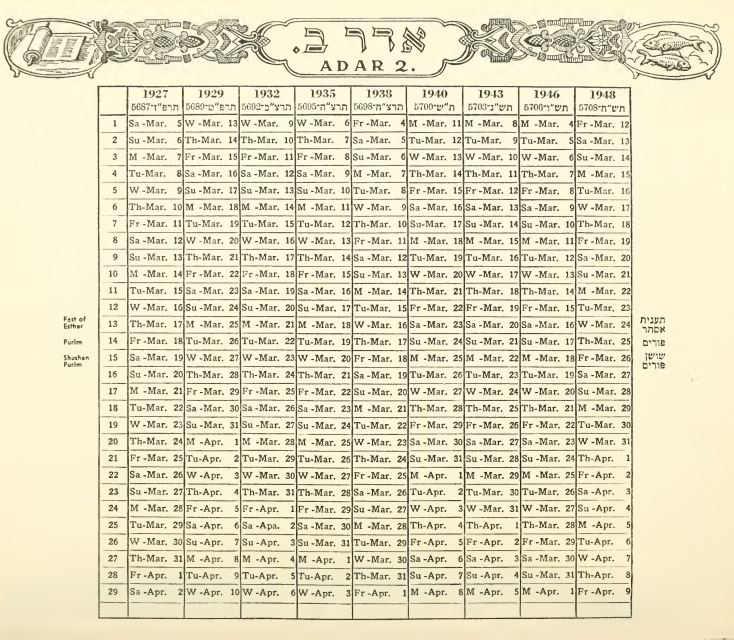
التقويم العبري المطبوع باللغتين الإنجليزية والعبرية، من 1927 إلى 1948.

التقويم اليهودي أو التقويم العبري هو التقويم الذي يستخدمه اليهود لتحديد مواعيد ذات أهمية دينية مثل الأعياد اليهودية، موعد الاحتفال بـبار متسفا، الموعد السنوي لإحياء ذكر الرحيلين اليهود إلخ. كذلك يـُستخدم التقويم اليهودي في إسرائيل لتحديد الاحتفالات الرسمية مثل عيد الاستقلال أو أيام الحداد المتكررة سنويا. في إسرائيل يـُعتبر التقويم اليهودي رسميا إلى جانب التقويم الميلادي، حيث يسمح القانون استخدامه لأية غاية، ولكن بالفعل يفضل المواطنون ومؤسسات الدولة استخدام التقويم الميلادي لتحديد المواعيد العادية غير الاحتفالية.
بدأ يوم العالم 5785 مع شروق شمس يوم 2 أكتوبر 2024 وينتهي مع شروق شمس يوم 22 سبتمبر 2025

## شكل التقويم
يعتمد التقويم اليهودي على دورتي الشمس والقمر، حيث يكون طول السنة بالمعدل على طول مسار الأرض حول الشمس (أي 365 يوما وربع تقريبا)، أما طول الشهر بالمعدل فيكون على طول مسار القمر حول الأرض (أي 29 يوما ونصف تقريبا). وبسبب نقص السنة القمرية عن الشمسية بأحد عشر يوما تقريبا يعدل النقص بين هاتين الدورتين من خلال إضافة شهر كامل للسنة إذا تراجع التقويم 30 يوما مقارنة بمرور المواسم في بعض السنوات.
في التقويم اليهودي المعاصر، الذي يرجع تصميمه إلى سنة 359 للميلاد، يتم تحديد طول الأشهر والسنوات بواسطة خوارزمية وليس حسب استطلاعات فلكية. حسب الموارد اليهودية، كانت غرات الأشهر قبل القرن الرابع للميلاد تقرر حسب رؤية الهلال وكان عدد أشهر السنة يقرر حسب حالة الطقس في نهاية الشتاء، ولكن بعد انتشار اليهود في أنحاء العالم خشي الحاخامون من عدم التنسيق بين المهاجر اليهودية في تحديد مواعيد الأعياد فأمر الحاخام هيليل نسيآه بنشر الخوارزمية والاستناد عليها فقط.

### الأشهر
تبدأ السنة اليهودي في موسم الخريف، في سبتمبر أو مطلع أكتوبر حسب التقويم الميلادي. تكون أسماء الأشهر وترتيبها كما يلي:
| الاسم بالعربي | الاسم بالعبرية | لفظ الاسم (بالعبرية الحديثة) | الاسم بالإنجليزية | عدد الأيام | ملاحظات                                                          | الأعياد والأصوام                                                 |
| ------------- | -------------- | ---------------------------- | ----------------- | ---------- | ---------------------------------------------------------------- | ---------------------------------------------------------------- |
| تشرين         | תִּשְׁרֵי           | تِشريه                        | Tishrei           | 30 يوما    | يعتبر أول شهر في التقويم المعاصر                                 | رأس السنة، أيام التوبة العشرة، صوم جدليا، يوم الغفران، عيد العرش |
| حِشْوان         | חֶשְׁוָן           | حِشڤان                        | Marcheshvan       | 29/30 يوما | الاسم المعاصر هو اختصار اسم מַרְחֶשְׁוָן "مَرْحِشْوَان"، عدد أيامه غير ثابت |                                                                  |
| كِسْلِو          | כִּסְלֵו           | كِسليڤ                        | Kislev            | 29/30 يوما | عدد أيامه غير ثابت                                               | عيد الأنوار                                                      |
| طِيبِيت         | טֵבֵת            | طيڤيت                        | Tevet             | 29 يوما    |                                                                  | عيد الأنوار، العاشر من شهر طيفيت                                 |
| شبَاط          | שְׁבָט            | شڤاط                         | Shevat            | 30 يوما    |                                                                  | عيد الشجرة                                                       |
| اَذَارُ الأَوَّل    | אֲדָר א'         | أدار ألِف                     | Adar I            | 30 يوما    | يضاف في السنوات الكبيسة فقط                                      |                                                                  |
| اذار          | אֲדָר            | أدار                         | Adar / Adar II    | 29 يوما    | في سنة كبيسة يسمى "أذار الثاني" ("أدار بِيت")                     | عيد المساخر، صوم أستير                                           |
| نِيسَان         | נִיסָן           | نيسان                        | Nisan             | 30 يوما    | في التوراة يشار إليه كأول أشهر السنة                             | عيد الفصح                                                        |
| إِيَّار          | אִיָּר            | أيار                         | Iyar              | 29 يوما    |                                                                  | لاك بعومر                                                        |
| سِيوَان         | סִיוָן           | سيڤان                        | Sivan             | 30 يوما    |                                                                  | عيد الأسابيع                                                     |
| تَمُّوز          | תַּמּוּז           | تموز                         | Tammuz            | 29 يوما    |                                                                  | صوم السابع عشر من تموز، الأسبيع الثلاثة                          |
| آب            | אָב             | آڤ                           | Av                | 30 يوما    |                                                                  | الأسبيع الثلاثة، التاسع من شهر آب                                |
| أَيْلُول         | אֱלוּל           | أيلول                        | Elul              | 29 يوما    |                                                                  |                                                                  |

ملاحظة بشأن اللفظ: اللفظ الوارد في اللوحة هو اللفظ الشائع في العبرية الحديثة، وليس اللفظ التاريخي الذي لا يزال يبدو في طريقة كتابة الأسماء بالعبرية.

### أسماء الأشهر
أسماء الأشهر في التقويم المعاصر مشتقة من أسماء الأشهر في التقويم البابلي الذي كان التقويم اليهودي يشابهه. على ما يبدو، تبنى اليهود هذه الأسماء ضمن فترة السبي البابلي (القرن السادس قبل الميلاد). مصدر الأسماء في اللغة الأكادية وتشير إلى أعمال زراعية أو إلى المعبودة التي احتفل البابليون بعيدها في الشهر المعين. اشتق اسم «تشري» من كلمة «تشريتو» (tašrītu) الأكادية بمعنى «بداية». اشتق اسم «مرحشوان» من كلمتي «وَرْحُ شَمْنُ» أي «الشهر الثامن» (من نيسان). اشتق اسم «تموز» من اسم المعبودة «تموز» أو «دُمُوزي»، وهو إله النمو والخصوبة البابلي الذي كان البابليون يتفجعون عليه عند بداية موسم الجفاف. أما «أيلول» فهو اسم مشتق من الكلمة الأكادية «أُلولو» بمعنى «حصاد». نقلت هذه الأسماء كذلك إلى اللغة الآرامية وبعضها ما زالت مستعملة في العربية الشامية كأسماء الأشهر الميلادية.

## قواعد الخوارزمية
ثمة غايتان لقواعد الخوارزمية: من ناحية، رصد ظهور الهلال وكبس السنة بأكثر ما يمكن من الدقة دون الاستعانة باستطلاعات فلكية، ومن ناحية أخرى، منع الخلافات في طريقة أداء الأعياد اليهودية وخاصة منع تضارب بعض الأعياد بيوم السبت مما يؤثر التعقيدات في الشريعة اليهودية.

### المبادئ
1. تحديد نقطة بداية الزمان - مقارنة بالتقويم الميلادي، كان ظهور الهلال الأول، أي اليوم الأول من التقويم اليهودي، في يوم الاثنين، 7 أكتوبر 3761 قبل الميلاد. مع أن هذا الموعد يعتمد على التراث اليهودي بشأن موعد بداية الزمان بعد الخلق، فلا يوجد إجماع لدى اليهود بشأن هذا التراث إلا من أجل محاسبة التقويم.
2. تحديد طول الدورة القمرية - تستغرق دورة قمرية واحدة 29 يوما، 12 ساعات، 44 دقيقة، 3 ثانية و⅓ من الثانية.
3. تحديد طول الدورة الشمسية - 19 سنة شمسية تساوي 235 شهرا قمريا، أي دورة 19 سنة تحتوي على 12 سنة عادية و7 سنوات كبيسة. هذه المعطيات تعتمد على حسابات البابليين القدماء الذين استخدموا تقويم مماثل.
4. منع تضارب الأعياد بيوم السبت - لا يجوز حلول يوم الغفران في الجمعة أو الأحد إذ تحظر الشريعة اليهودية القيام فيه وفي يوم السبت بأعمال لا يمكن تأجيلها لمدة يومين. لا يجوز حلول اليوم السابع من عيد المظال اليهودي (سوكوت) في السبت إذ يحظر القيام بأعمال ضرورية لأداء الطقوس الدينية الخاصة بهذا اليوم.

### تأجيل رأس السنة
تتم محاسبة ظهور الهلالات سلفا حسب المعطيات المذكورة أعلاه. بعد ذلك يجب الانتباه إلى هلالات أيام رأس السنة. تلزم القواعد الآتية بتأجيل رأس السنة في 4 حالات. هذا التأجيل يتم بواسطة إضافة يوم لشهر كسلو (الشهر الثالث) قبل رأس السنة المعين وحذف يوم من شهر حشوان (الشهر الثاني) بعد رأس السنة المعين. على كل حال يجب أن يكون عدد أيام السنة العادية ما بين 353 و355 يوما، وأن يكون عدد السنة الكبيسة ما بين 383 و385 يوما.
1. إذا أشارت الحسابات إلى حلول هلال رأس السنة في الأحد، الأربعاء أو الجمعة تأجل رأس السنة بيوم. هذا يمنع تضارب الأعياد المذكورة بيوم السبت.
2. إذا أشارت الحسابات إلى حلول هلال رأس السنة بعد ظهر اليوم تأجل رأس السنة بيوم. هذا يوضح أن رؤية الهلال بالفعل لا تتم بعد رأس السنة. إذا أسفر التأجيل عن حلول رأس السنة في الأحد، الأربعاء أو الجمعة، تأجل رأس السنة بيومين.
3. إذا حل هلال رأس سنة عادية (غير كبيسة) في الثلاثاء بعد أكثر من 9 ساعات، 11 دقيقة و20 ثانية من غروب الشمس، تأجل رأس السنة بيومين. هذا يمنع تشكيل سنوات ذي 356 يوما نتيجة للقواعد السابقة.
4. إذا حل هلال رأس سنة تالية لسنة كبيسة في الاثنين بعد أكثر من 15 ساعة، 32 دقيقة و43.33 ثانية بعد غروب الشمس تأجل رأس السنة بيوم. هذا يمنع من السنة السابقة أن تكون ذات 382 يوما فقط.

### تحديد السنوات الكبيسة
تقسم سنوات التقويم اليهودي إلى دورات ذات 19 سنة. في كل دورة 12 سنة عادية و7 سنوات كبيسة. السنوات الكبيسة هي الثالثة، السادسة، الثامنة، الحادية عشرة، الرابعة عشرة، السابعة عشرة والتاسعة عشرة من كل دورة.

## بداية اليوم ونهايته
في التقويم اليهودي يبدأ يوم جديد في نهاية النهار، بعد غروب الشمس، ويستمر حتى المساء التالي. يعبر التلمود عن شك بشأن الموعد الدقيق لبداية يوم جديد، إذا كان عند غروب الشمس بالضبط أو عندما يمكن رؤية بعض النجوم في السماء. لذلك تستمر أيام العيد والأيام الخاصة الأخرى من غروب الشمس حتى ظهور ثلاثة نجوم في المساء التالي، أي أكثر من 24 ساعة. إضافة إلى ذلك، يتمسك اليهود بتقليد زيادة الوقت إلى أيام السبت والأعياد الكبرى احتراما لها، حيث تستمر كل منها نحو 25 ساعة (تختلف نسبة الزيادة بين الطوائف اليهودية ولكن نادرا ما يستمر يوم السبت أو العيد أكثر من 25 ساعة). في حالة العجز عن الاعتماد على مدار الليلة والنهار، مثلا في المناطق القريبة من الأقطاب، خاصة في ذروة الصيف أو الشتاء، يمكن تحديد بداية اليوم ونهايته بشكل اصطناعي دون الاعتماد على رؤية غروب الشمس وظهور النجوم.

## جدول السنوات العبرية
| رقم السنة | الاسم بالعبرية | لفظ الاسم  | عدد الأشهر | عدد الأيام | موعد رأس السنة ميلادياً |
| --------- | -------------- | ---------- | ---------- | ---------- | ---------------------- |
| 5765      | ה'תשס"ה        | تـَشـْس هّى   | 13         | 383        | 16 أيلول 2004          |
| 5766      | ה'תשס"ו        | تـَشـْس فاف  | 12         | 354        | 4 تشرين أول 2005       |
| 5767      | ה'תשס"ז        | تـَشـْس زاين | 12         | 355        | 23 أيلول 2006          |
| 5768      | ה'תשס"ח        | تـَشـْس حيط  | 13         | 383        | 13 أيلول 2007          |
| 5769      | ה'תשס"ט        | تـَشـْس طيط  | 12         | 354        | 30 أيلول 2008          |
| 5770      | ה'תש"ע         | تـَش عاين   | 12         | 355        | 19 أيلول 2009          |
| 5771      | ה'תשע"א        | تـَشـْع اليف | 13         | 385        | 9 أيلول 2010           |
| 5772      | ה'תשע"ב        | تـَشـْع بيت  | 12         | 354        | 29 أيلول 2011          |
| 5773      | ה'תשע"ג        | تـَشـْع گمل  | 12         | 353        | 17 أيلول 2012          |
| 5774      | ה'תשע"ד        | تـَشـْع دالت | 13         | 385        | 5 أيلول 2013           |